# Commeny
Commeny é uma comuna francesa na região administrativa da Ilha de França, no departamento do Vale do Oise. Estende-se por uma área de 4.72 km². Em 2010 a comuna tinha 496 habitantes (densidade: 105,1 hab./km²).